# Пловдивский античный театр
Пловдивский античный театр — один из наиболее хорошо сохранившихся римских театров, расположенный в центре города Пловдив, Болгария. Предположительно, он был построен в конце правления императора Траян (18 сентября 53 — 8 августа 117),  а. Театр был обнаружен в ходе археологических раскопок, проводившихся с 1968 по 1979 год.
Театр может вмещать от 5000 до 7000 зрителей, и продолжает использоваться в настоящее время.

## Расположение
Театр расположен в Старом городе Пловдива, в седловине между холмами Таксим и Джамбаз.

## Описание
Зрительские места ориентированы на юг, к древнему городу в низине и Родопским горам. Театр представляет собой полукруг с внешним диаметром 82 метра. Делится на зрительный зал (аудиториум) и сцену (орхестра). Зрительный зал выдолблен в склоне холма. Зона для зрителей (кавеа) состоит из 28 концентрических рядов мраморных сидений, которые разделены проходом на два яруса. Верхний ярус пересекают узкие радиальные лестницы. Зрительные места окружают подковообразную сцену диаметром 26,64 м. Сценические помещения (скена) расположены южнее основной сцены. Они имеют 3 этажа, поддерживаемых колоннами. Проскений (стена за сценой) имеет высоту 3,16 м и декорирован ионической мраморной колоннадой. Фасад скены, обращённый в зрительный зал, состоит из двухуровнего портика, на первом уровне которого находятся колонны ионического ордера, а на втором — римско-коринфского ордера. На фасаде скены — 3 симметрично расположенных портала. Вход в орхестру соединяет кавеа и сценические помещения. Крытый проход начинается в центре орхестры и ведёт через сценические помещения наружу. Другой крытый проход начинается в центральной части верхнего ряда зрительного зала и соединяет кавеа с Тримонциумом.

## Галерея

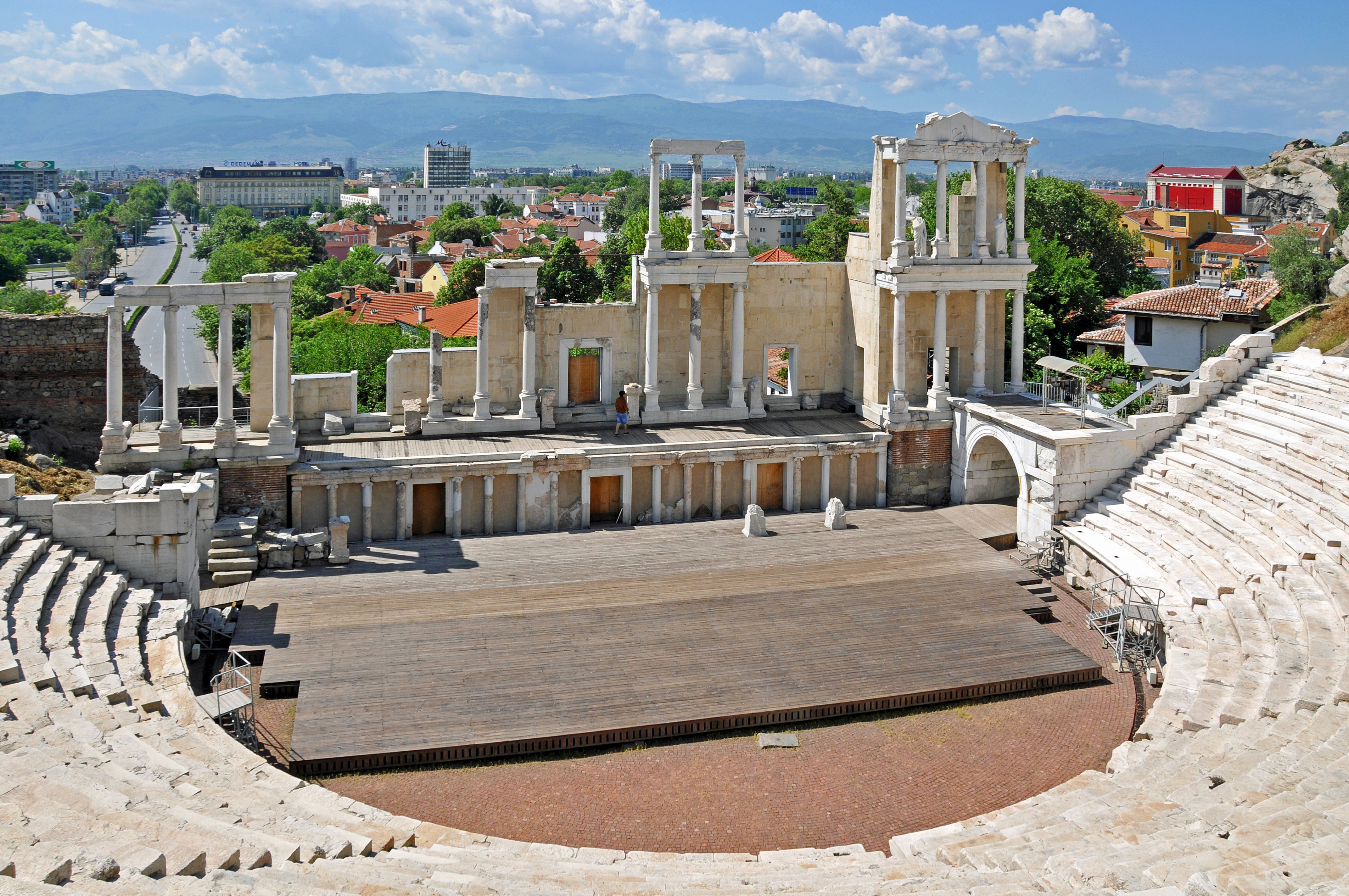
Сценическое здание — фронт скены
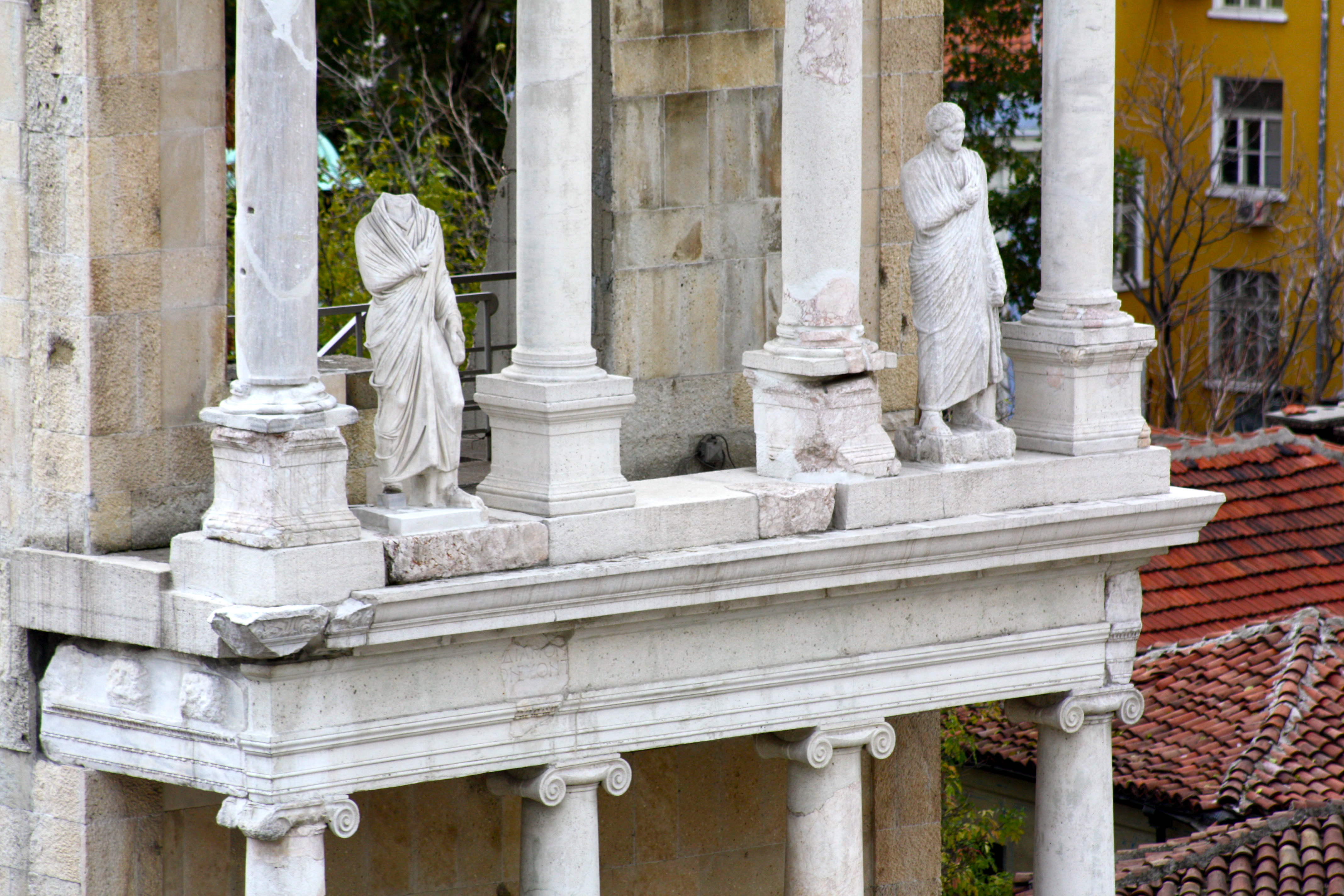
Статуи — часть украшения фронта скены
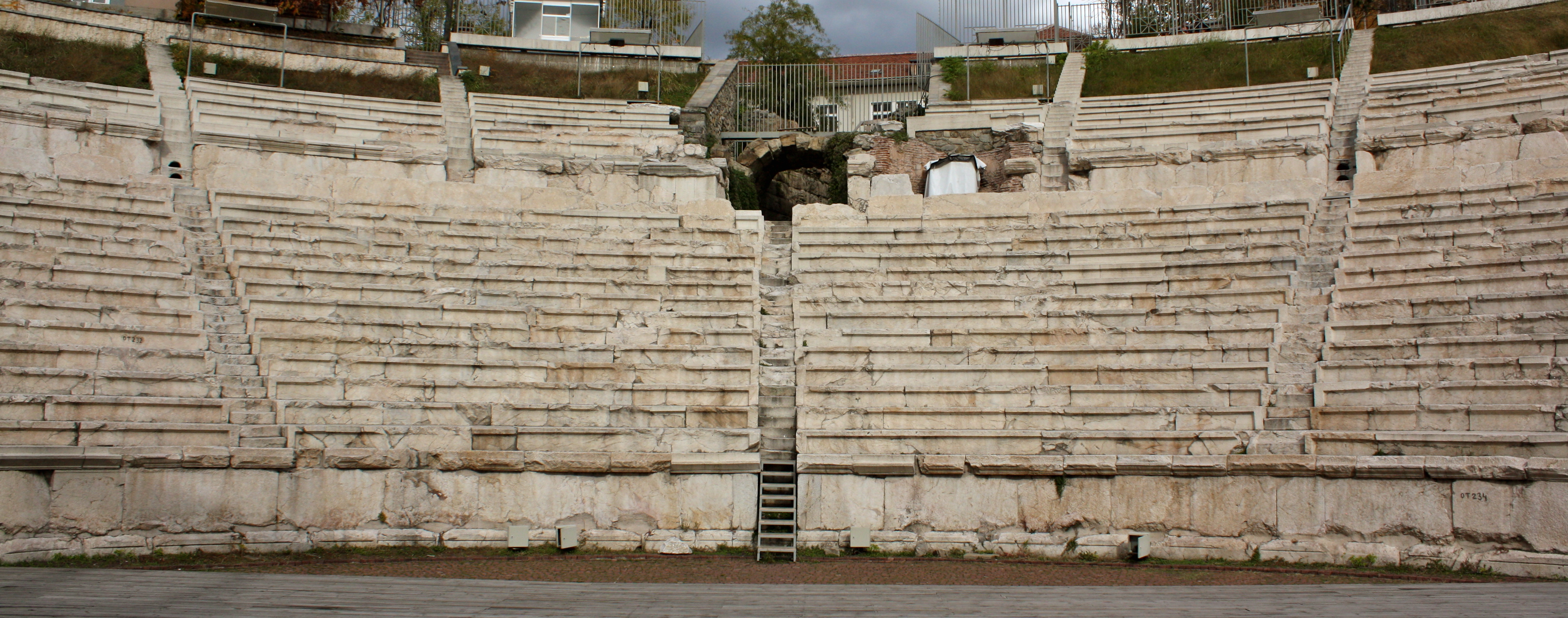
Зрительские места (кавеа)
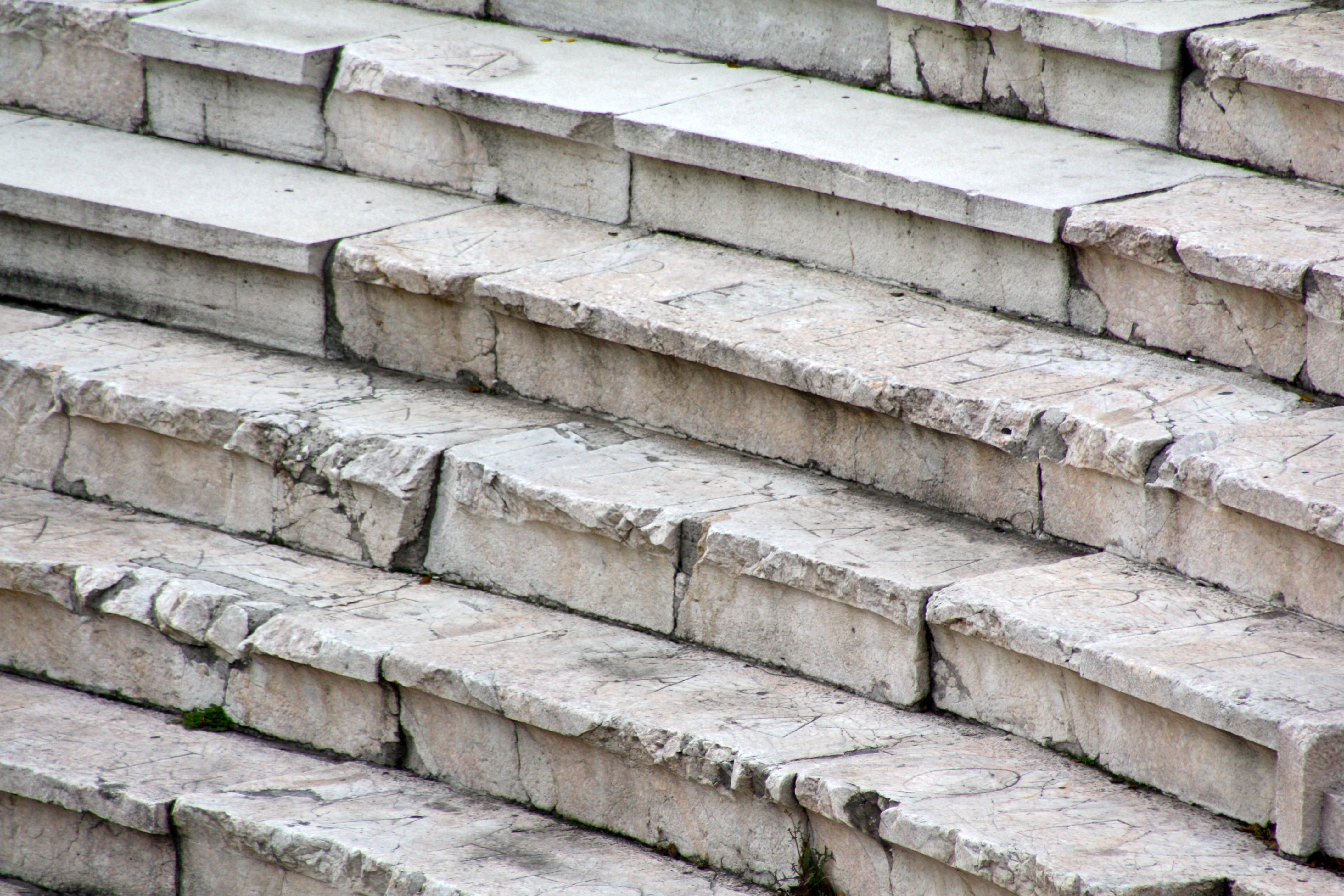
Мраморные сиденья с почётными надписями
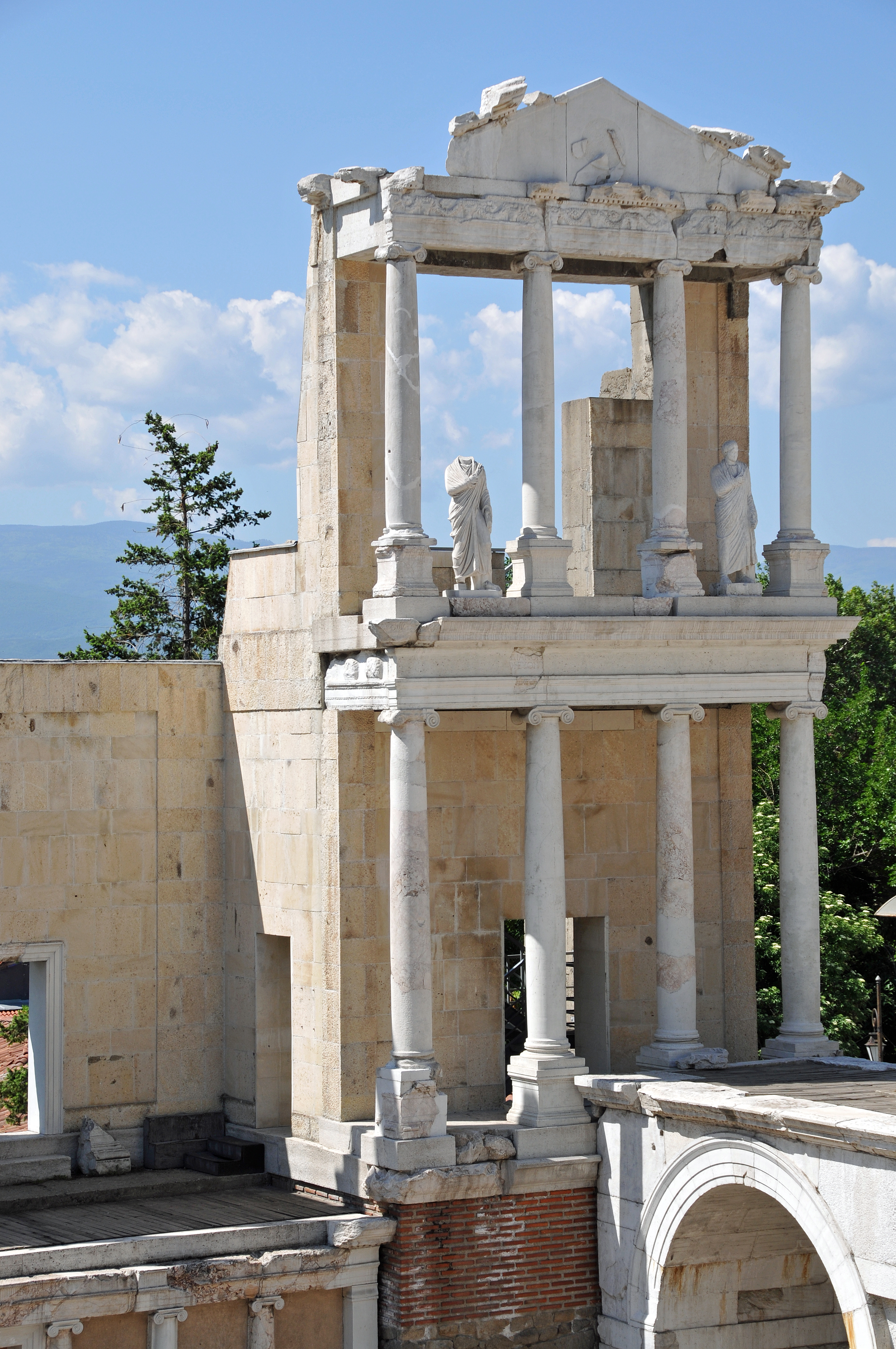
Фронт скены и Пародос
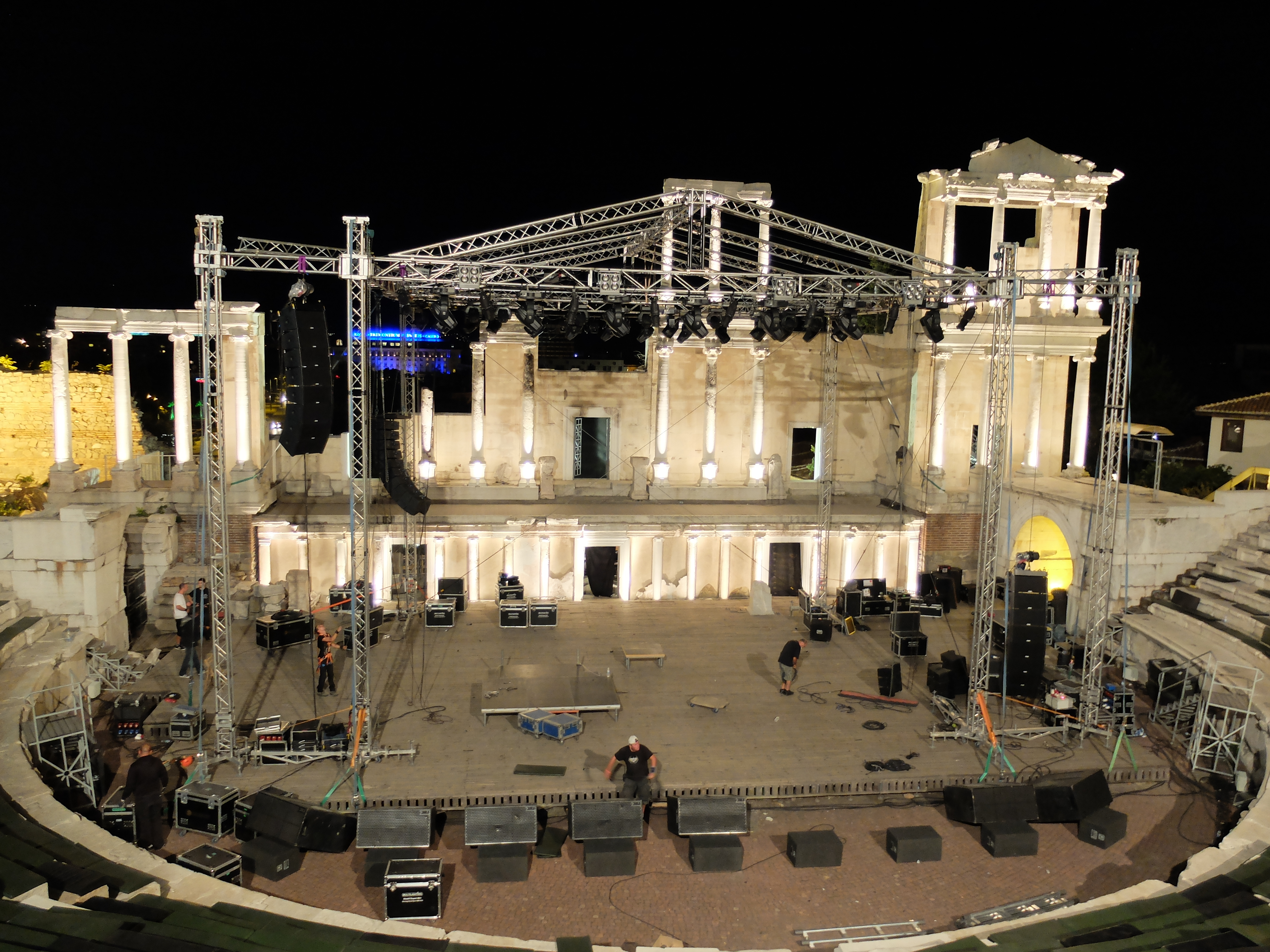
Подготовка к концерту (2015)

Реставрация античного театра
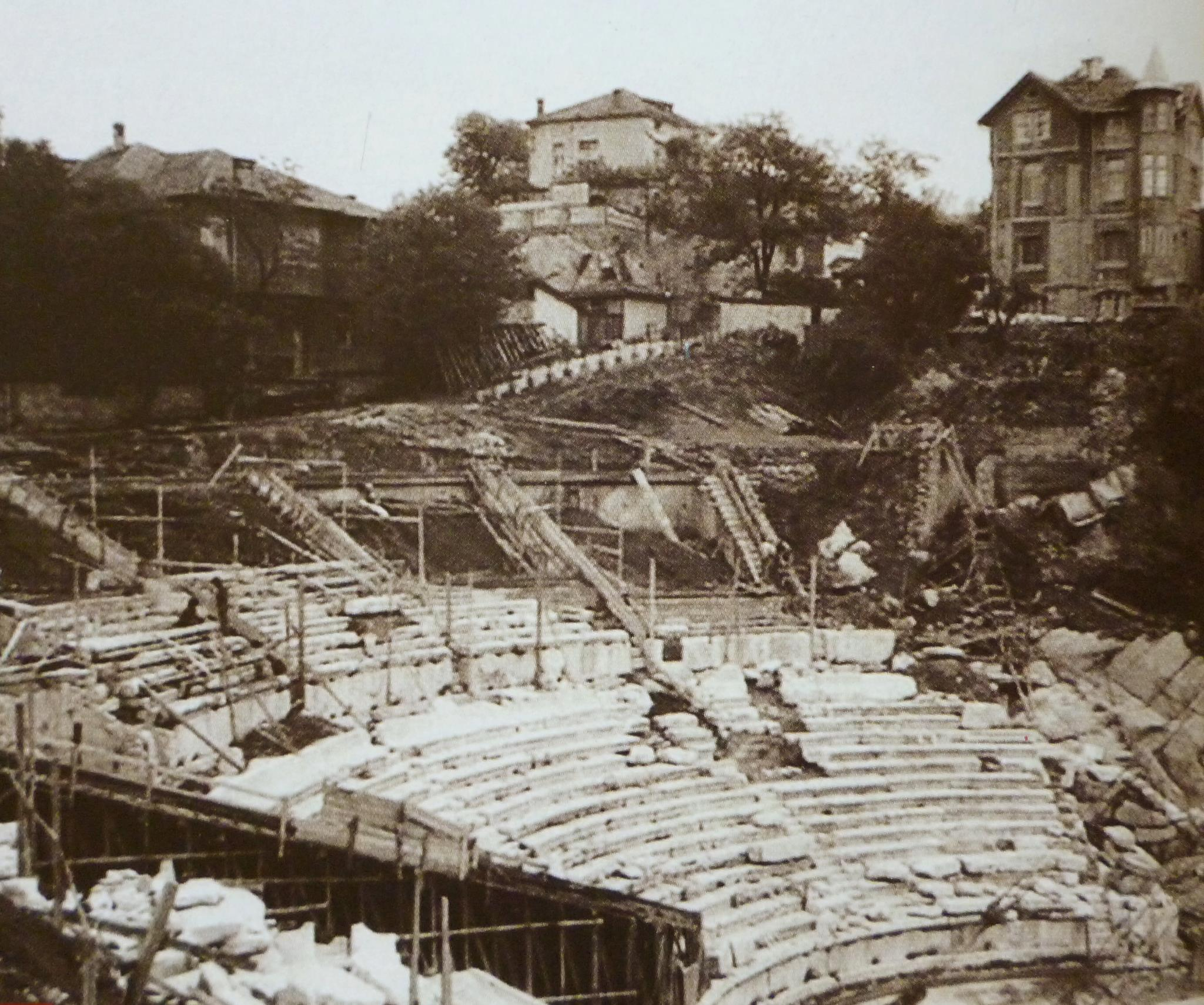
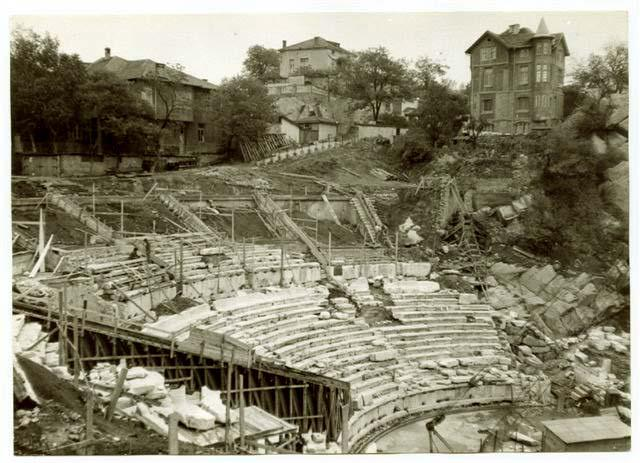
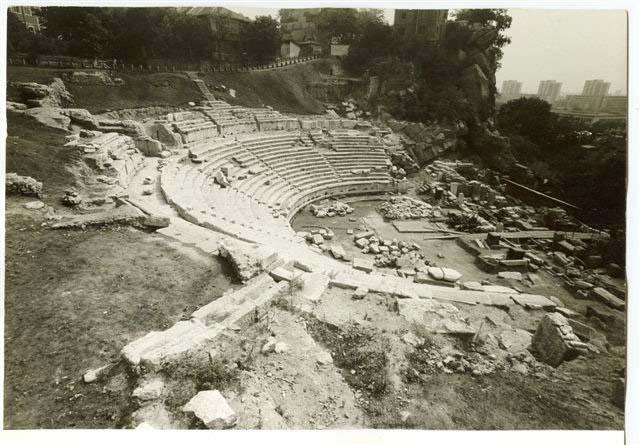

Надписи из театра
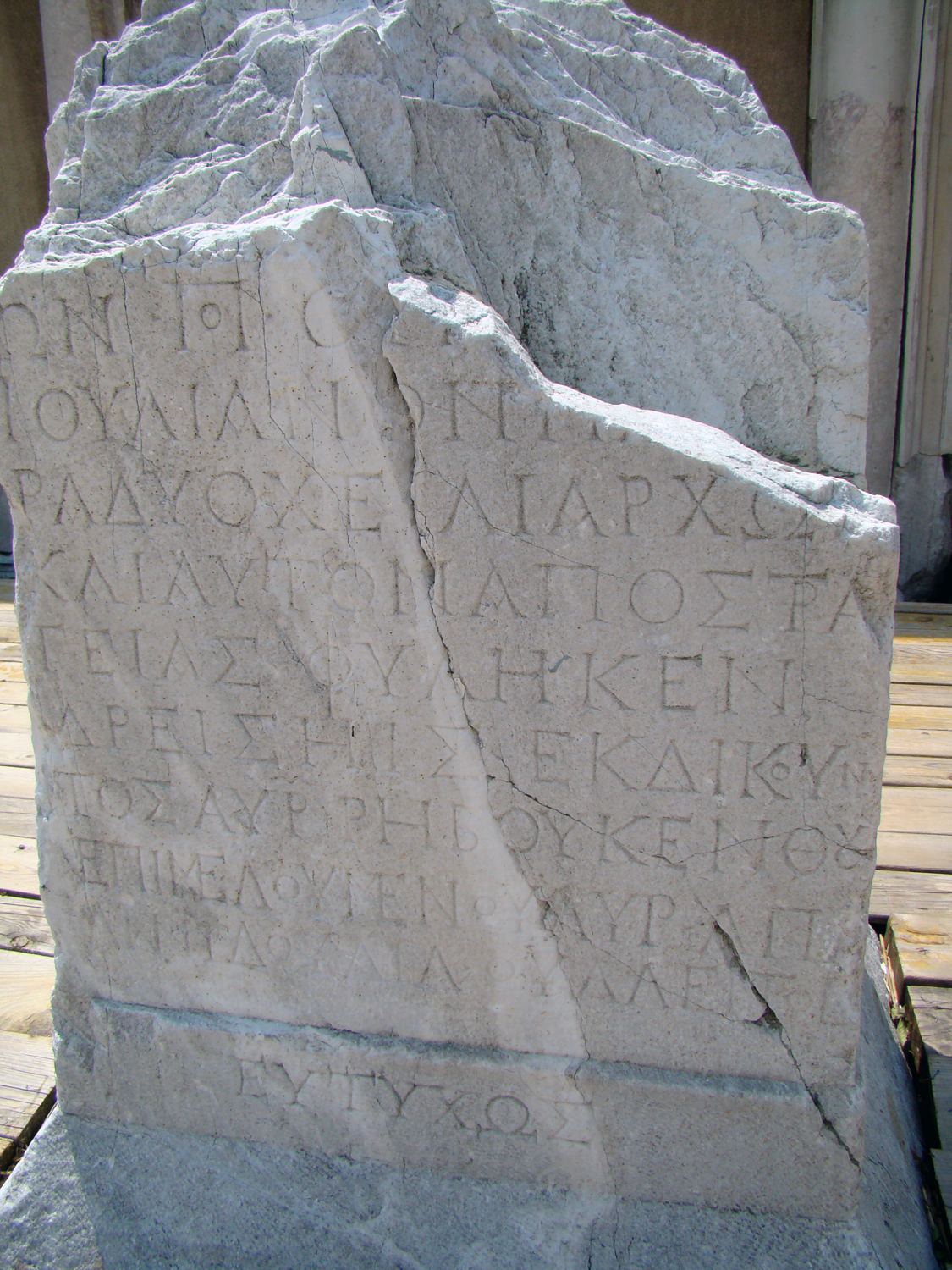
Стела с византийской греческой надписью из античного театра Пловдива
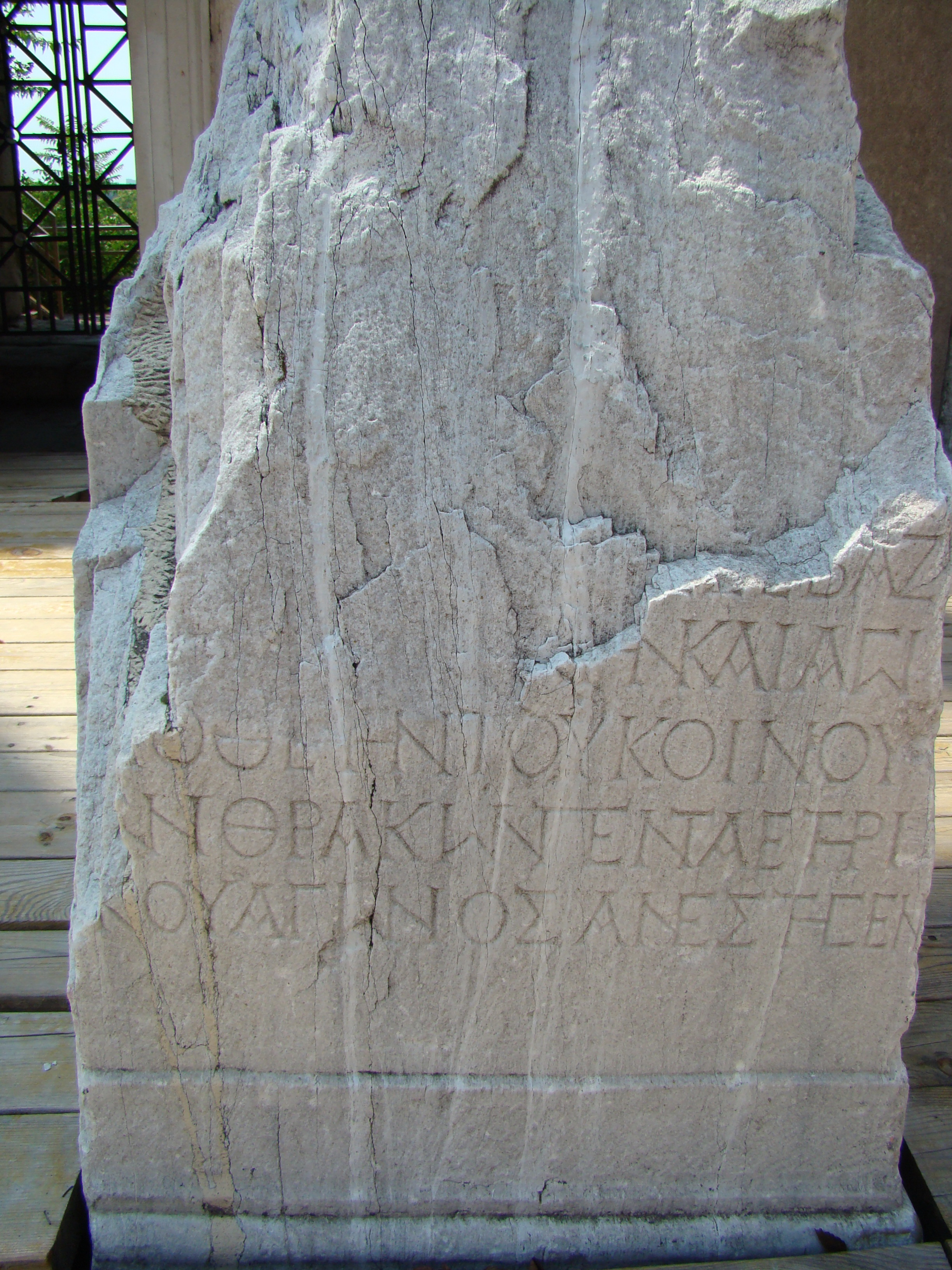
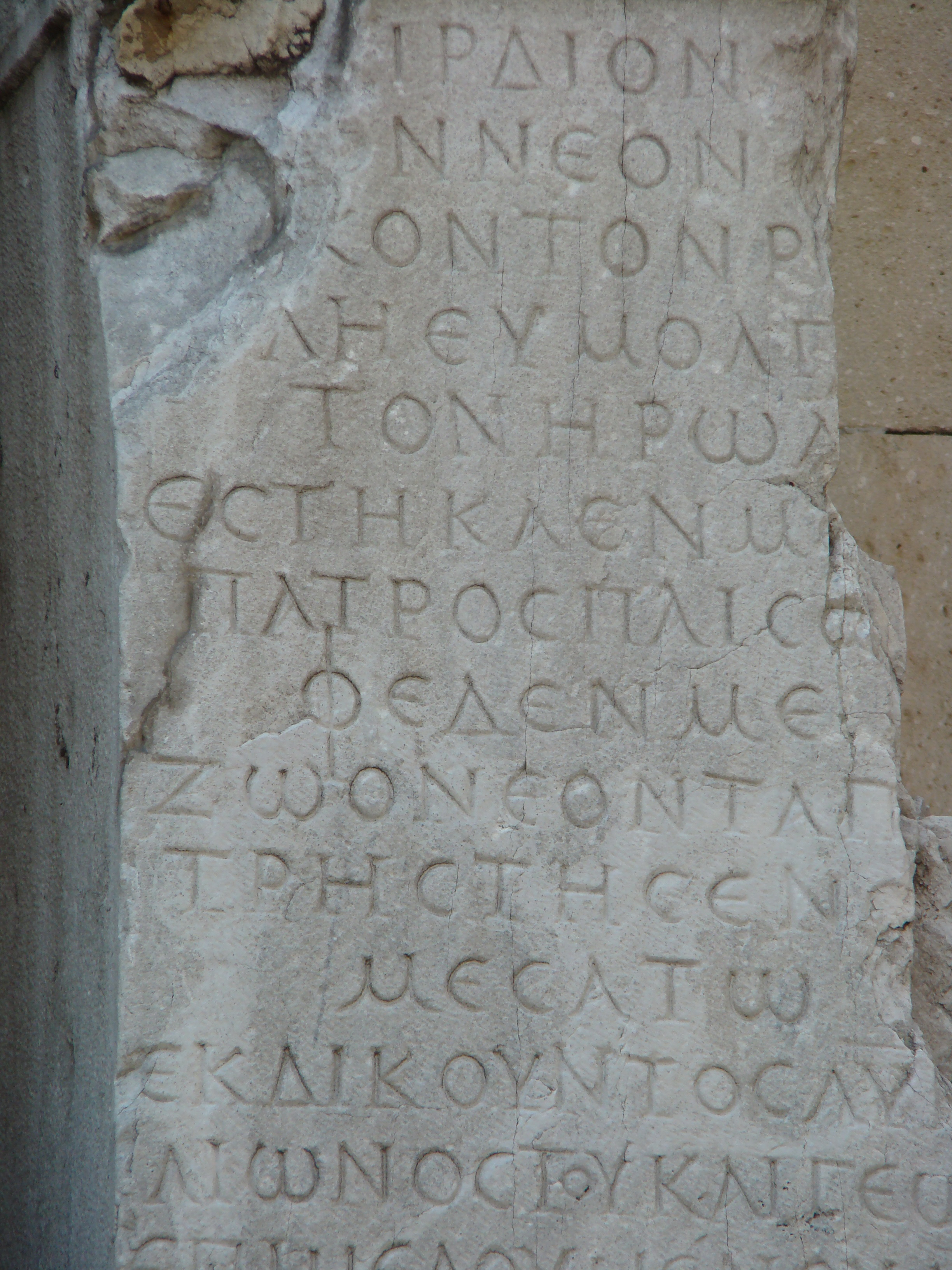
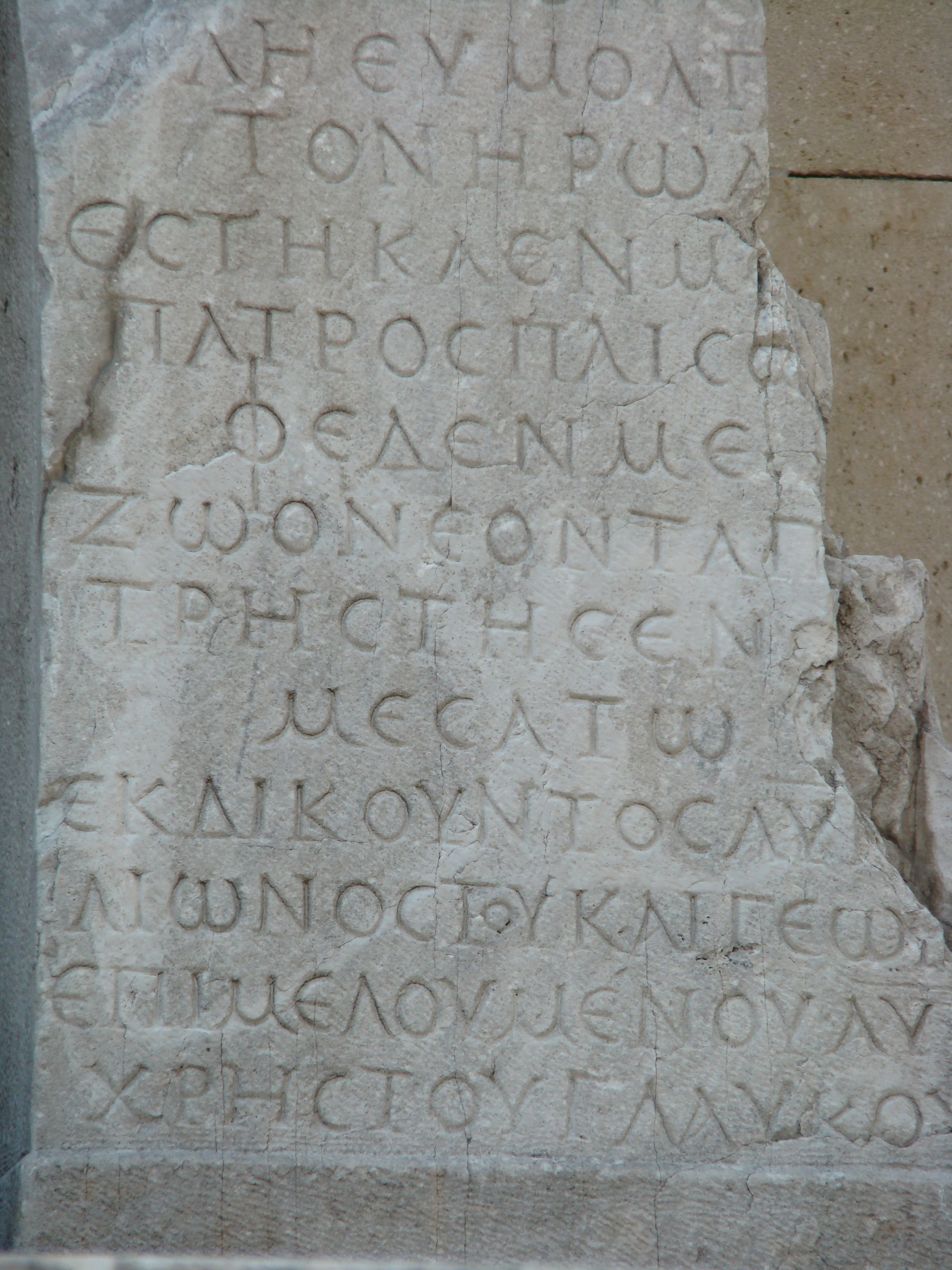